# Olle Skagerfors
Olof Anders (Olle) Skagerfors, född 16 mars 1920 i Skövde, död 5 september 1997 i Göteborg, var en svensk målare och tecknare.
Han var från 1945 gift med modetecknaren Mona Gunilla Löfgren. Skagerfors studerade vid Slöjdföreningens skola och för Nils Nilsson vid Valands målarskola 1940–1944 och under studieresor till Frankrike och England. Han tilldelades Göteborgs stads stipendium och Sällskapet Gnistans stipendium 1955 och ett stipendium ur Emil Bergs fond från Konstakademien 1958. Separat ställde han ut på God konst i Göteborg 1950 och på Lilla galleriet i Stockholm 1959. Han medverkade i Nationalmuseums utställning Unga tecknare 1946–1948, Riksförbundets utställning Ung svensk konst som visades i Danmark 1946, Göteborgskonst på Mässhallen i Göteborg 1952, Göteborgs konstförenings 100-årsjubileumsutställning, Liljevalchs vårsalonger och flera utställningar med provinsiell konst i Göteborg. Hans konst består av landskapsskildringar och teckningar. Skagerfors är representerad vid Nationalmuseum, Moderna museet, Göteborgs konstmuseum och Statens museum for Kunst i Köpenhamn. Olle Skagerfors är gravsatt i minneslunden på Maria Magdalena kyrkogård i Stockholm.